# Caroline Seger
Sara Caroline Seger (* 19. März 1985 in Helsingborg) ist eine ehemalige schwedische Fußballspielerin. Die Mittelfeldspielerin, die in Schweden, Frankreich und den Vereinigten Staaten unter Vertrag stand, gewann in ihrer Karriere mit drei verschiedenen Vereinen den schwedischen Meistertitel und je einmal den französischen und US-amerikanischen Meistertitel. 2009 wurde sie mit dem Diamantbollen als Schwedens Fußballerin des Jahres ausgezeichnet. Seit ihrem Debüt 2005 gewann sie bei 240 Einsätzen – womit sie auch bis zum 8. April 2025 europäische Rekordnationalspielerin war – über hundert Länderspiele für die schwedische Nationalmannschaft und nahm dabei an diversen FIFA- und UEFA-Turnieren teil.

## Karriere

### Vereine
Seger spielte in der Jugend bei Gantofta IF, Rydebäcks IF und Stattena IF. 2005 wechselte sie zu Linköpings FC in die Damallsvenskan. Die offensive Mittelfeldspielerin wurde in ihrem Debütjahr als Nachwuchsspielerin des Jahres ausgezeichnet. Mit dem Klub errang sie in der Spielzeit 2006 den schwedischen Pokal, in der Liga belegte er den dritten Tabellenplatz. Zwei Jahre später war sie mit der Mannschaft sogar etwas erfolgreicher: Beim erneuten Pokalsieg beendete die Mannschaft die Spielzeit als Vizemeister hinter Serienmeister Umeå IK. In der folgenden Saison erfolgte gar die Wachablösung. Bereits im Frühjahr triumphierte sie mit Linköpings FC gegen den Konkurrenten im Supercupen – als erster Pokalsieger in der Geschichte des Wettbewerbs – durch ein Tor von Jessica Landström mit einem 1:0-Erfolg. Anschließend entwickelte sich zwischen den beiden Klubs und LdB FC Malmö sowie Kopparbergs/Göteborg FC ein Vierkampf um den Meistertitel, den letztlich Segers Mannschaft für sich entschied. Mit jeweils fünf Torerfolgen und Torvorlagen war sie daran entscheidend beteiligt.
Im September 2009 gab Philadelphia bekannt, Seger gerne als ersten Draft verpflichten zu wollen. Sie hatte im Dezember 2009 einen Drei-Jahres-Vertrag bei Independence unterschrieben, wo sie seit April 2010 spielte. Im Dezember des Jahres vereinbarte der Klub jedoch einen Wechsel zu den Western New York Flash, im Gegenzug erhielt der Klub aus Philadelphia weitere Draftrechte.
Nach Ende der US-amerikanischen Saison im Spätsommer 2011 wechselte Seger zurück nach Schweden und schloss sich LdB FC Malmö an, um diese im Kampf um die schwedische Meisterschaft zu unterstützen. Im Herbst lief sie in sieben Partien für den Malmöer Klub auf und erzielte dabei drei Tore. Nach Gewinn des Titels wechselte sie zur Saison 2012 zum Ligakonkurrenten Tyresö FF. Mit ihrem neuen Klub gewann sie ebenfalls den Meistertitel, dabei war sie in 20 Spielen achtmal als Torschützin erfolgreich gewesen.
In der UEFA Women’s Champions League 2013/14 erreichte sie mit Tyresö das Finale, in dem sie dann aber dem VfL Wolfsburg unterlag. Anschließend unterschrieb sie einen Vertrag bei den Frauen von Paris Saint-Germain. 2015 stieß sie auch mit den Französinnen in das Europapokalendspiel vor, an dem sie allerdings aufgrund einer gelben Karte im Halbfinalrückspiel – erneut gegen Wolfsburg – nicht teilnehmen durfte. Am 1. Juli 2016 verließ sie PSG und wechselte innerhalb Frankreichs zu Olympique Lyon. Beide Mannschaften trafen im Finale der UEFA Women’s Champions League 2016/17 aufeinander, in dem Seger aber nicht eingesetzt wurde und das Lyon im Elfmeterschießen gewann. Danach kehrte sie zurück in ihre Heimat zum FC Rosengård, konnte mit diesem aber noch nicht an die früheren Meisterschafts-Erfolge anknüpfen. In der Meisterschaft reichte es nur zum zweiten und dritten Platz und in der Champions League war jeweils im Achtelfinale Schluss. Allerdings gewann sie 2017, 2018 und 2022 mit Rosengård den schwedischen Pokal. 2019, 2021 und 2022 gewann sie dann auch mit Rosengård die Meisterschaft. Im Juni 2022 verlängerte sie ihren Vertrag dort bis 2024.
Im August 2022 gründete der FC Rosengård den nach ihr benannten „Segerfond“, der „es mehr Kindern in ihrem Verein ermöglichen soll, Fußball zu spielen und an ihre Träume zu glauben“.
Am 9. November 2024 bestritt sie ihr letztes Spiel für Rosengård.

### Nationalmannschaft
Seger debütierte 2005 in der schwedischen Nationalmannschaft. Sie nahm im selben Jahr an der Europameisterschaft teil, bei der sie in drei Spielen zum Einsatz kam. Sie stand ebenso bei der Weltmeisterschaft 2007 im Kader der schwedischen Auswahl. Sie nahm mit der schwedischen Auswahl an den Olympischen Spielen in Peking teil, wo Schweden im Viertelfinale ausschied. Auch bei der Europameisterschaft 2009 kam das Aus im Viertelfinale.
Für die WM 2011 war Seger ebenfalls nominiert. In den ersten beiden Spielen der Schwedinnen erhielt sie jeweils eine Gelbe Karte, sodass sie für das abschließende Gruppenspiel gegen die USA gesperrt war. Im Spiel gegen Nordkorea wurde sie aber als Spielerin des Spiels ausgezeichnet. Im Viertelfinale gegen die Australierinnen stand sie wieder als Spielführerin in der Startelf. Mit dem 3:1-Sieg wurde sowohl das Halbfinale gegen Japan erreicht als auch die Qualifikation für die Olympischen Spiele in London perfekt gemacht. Vor dem Halbfinale, das mit 1:3 verloren wurde, hatte sie sich beim Aufwärmen und konnte daher nicht eingesetzt werden. Am 16. Juli 2011 gewann sie mit der Mannschaft das Spiel um Platz 3 beim 2:1-Sieg über Frankreich.

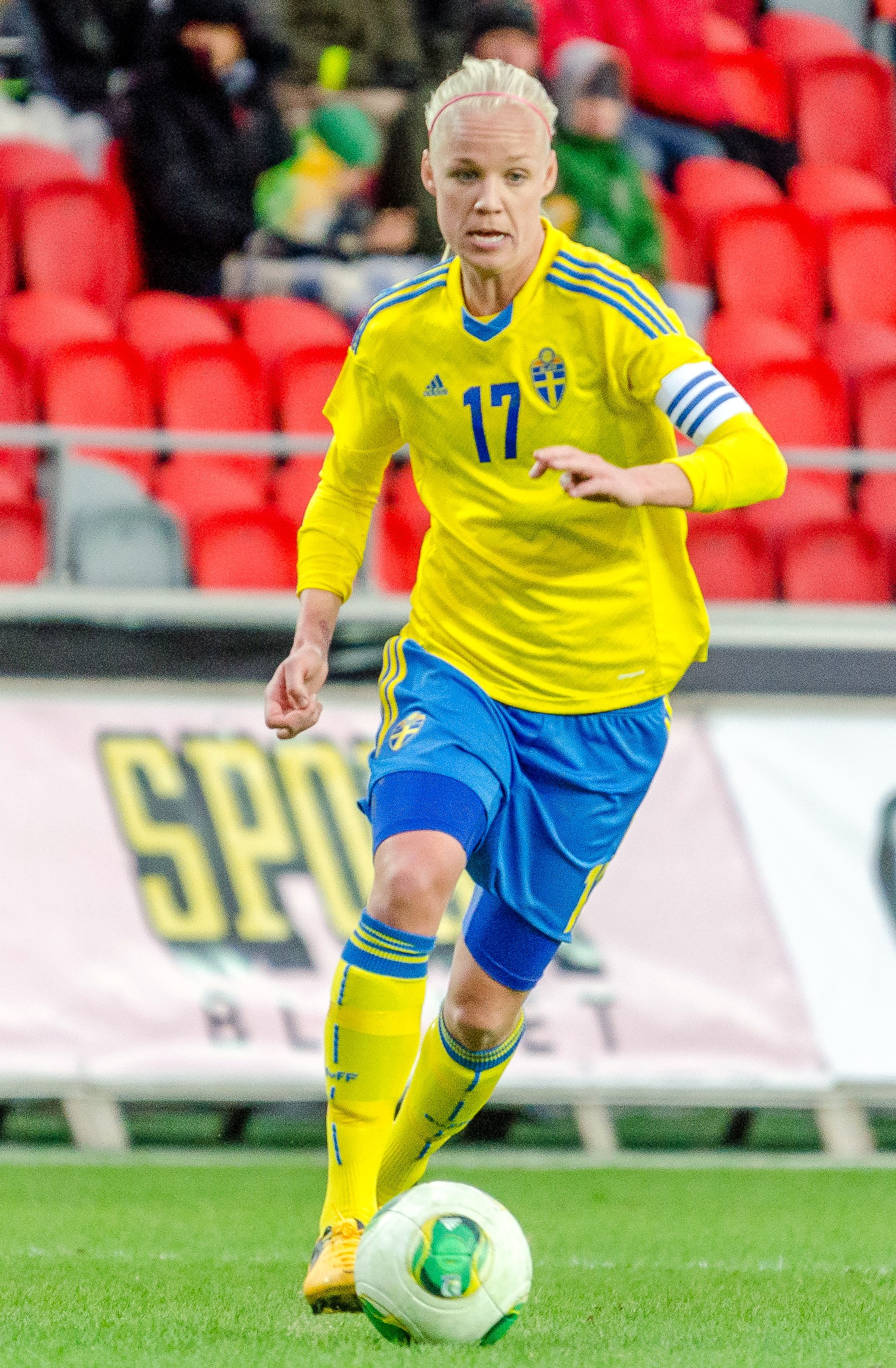
Seger im Nationaljersey (April 2013)

Bis 2012 war sie Kapitänin der schwedischen Nationalmannschaft, gab dieses Amt jedoch nach über zwei Jahren an Nilla Fischer und Charlotte Rohlin ab, um sich in Zukunft wieder mehr auf den Fußball zu konzentrieren. Sie stand im schwedischen Kader für die Olympischen Spiele 2012. Nach einem Sieg gegen Südafrika und zwei Remis gegen Weltmeister Japan und Kanada wurde das Viertelfinale erreicht, in dem die Schwedinnen Frankreich mit 1:2 unterlagen. Nach dem Amtsantritt von Pia Sundhage als neue Nationaltrainerin wurde sie erneut zur Kapitänin ernannt, teilte sich das Amt aber bis zu deren Karriereende 2017 mit Lotta Schelin.
Am 6. März 2013 machte sie beim 1:1 gegen China im Rahmen des Algarve-Cups ebenso wie Sara Thunebro ihr 100. Länderspiel. Am Ende des Turniers belegte sie mit der Auswahlmannschaft den vierten Rang. Im Sommer gehörte sie zum Aufgebot bei der Europameisterschaft im eigenen Land und kam in allen fünf Spielen bis zum Ausscheiden im Halbfinale zum Einsatz.
Bei der WM 2015 wurde in den vier Spielen eingesetzt, schied aber mit ihrer Mannschaft im Achtelfinale gegen Deutschland aus. Dadurch verpassten die Schwedinnen auch die direkte Qualifikation für die Olympischen Spiele 2016, konnten dies aber beim Qualifikationsturnier im März 2016 nachholen. Dabei erzielte sie im zweiten Spiel gegen die Schweiz den Treffer zum 1:0-Sieg, sodass nach dem 1:0 im ersten Spiel gegen Norwegen ein Remis gegen die Niederlande im letzten Spiel reichte.
Bei den Olympischen Spielen erreichten die Schwedinnen zwar nur als einer der beiden besten Gruppendritten das Viertelfinale, schlugen zunächst aber Titelverteidiger USA und anschließend Gastgeber Brasilien jeweils im Elfmeterschießen. Im Finale verloren sie dann aber wieder einmal gegen Deutschland.
Kurz nach den Olympischen Spielen qualifizierte sie sich mit ihrer Mannschaft für die Fußball-Europameisterschaft der Frauen 2017, wo sie im ersten Spiel erneut auf Deutschland traf und erstmals Remis gegen die deutsche Mannschaft spielte. Nach einem Sieg gegen Russland wurde zwar gegen Italien verloren, aber dennoch das Viertelfinale erreicht. Hier verloren die Schwedinnen gegen Gastgeber Niederlande, der letztlich erstmals das Turnier gewann.
2018 gewann sie mit ihrer Mannschaft den Algarve-Cup und qualifizierte sich für die WM 2019 in Frankreich. Am 16. Mai 2019 wurde sie auch für die WM nominiert. Bei der WM wurde sie in allen sieben Spielen als Kapitänin eingesetzt. Als Gruppenzweite erreichten sie die K.-o.-Runde, wo sie im Achtelfinale mit 1:0 gegen Kanada gewannen. Im Viertelfinale gewannen die Schwedinnen nach 24 Jahren wieder ein Pflichtspiel gegen die deutsche Mannschaft und qualifizierten sich damit für die Olympischen Spiele 2020. Im Halbfinale unterlagen sie Europameister Niederlande nach Verlängerung, konnten dann aber das Spiel um Platz 3 gegen England gewinnen. In diesem Spiel stand sie als zweite schwedische Spielerin nach Therese Sjögran zum 200. Mal für die schwedische Mannschaft auf dem Platz.
Am 10. Juni 2021 stellte sie beim 1:0-Sieg gegen Norwegen mit ihrem 214. Länderspiel den europäischen Rekord von Birgit Prinz und Therese Sjögran ein. Fünf Tage später wurde sie beim torlosen Remis gegen Australien mit ihrem 215. Länderspiel alleinige Rekordhalterin.
Sie wurde auch für die wegen der COVID-19-Pandemie um ein Jahr verschobenen Olympischen Spiele 2020 nominiert. Bei den Spielen stand sie nur im dritten Gruppenspiel gegen Neuseeland, bei dem einige Stammspielerinnen nach den beiden vorherigen Siegen geschont wurden, nicht in der Startelf, wurde aber nach 72 Minuten eingewechselt. Ansonsten bestritt sie alle Spiele über die volle Spielzeit. Im Finale gegen Kanada gehörte sie zu den vier Schwedinnen, die im Elfmeterschießen verschossen, wodurch für die Schwedinnen wie 2016 „nur“ die Silbermedaille herauskam.
In der erfolgreichen Qualifikation für die WM 2023 wurde sie in sechs Spielen eingesetzt und erzielte zwei Tore.
Bei der EM-Endrunde in England, die wegen der COVID-19-Pandemie auch um ein Jahr verschoben wurde, wurde sie in drei der fünf Spiele ihrer Mannschaft eingesetzt. Mit einer 0:4-Niederlage gegen Gastgeber England schieden die Schwedinnen im Halbfinale aus. Danach wurde sie verletzungsbedingt noch nicht wieder nominiert.
Sie wurde für die WM-Endrunde 2023 nominiert, womit sie als erste Schwedin zu ihrer fünften WM-Teilnahme kam. Da sie nach einer langwierigen Verletzung nur drei von 16 Ligaspielen bestritten hatte, wurde sie in den ersten beiden Gruppenspielen nur in der Schlussphase eingewechselt. Nur im dritten Gruppenspiel gegen Argentinien, als einige Stammspielerinnen geschont wurden, stand sie in der Startelf und führte ihre Mannschaft als Kapitänin aufs Feld, wurde aber zur zweiten Halbzeit ausgewechselt. Es war ihr 20. WM-Spiel, womit sie den Landesrekord von Hedvig Lindahl einstellte, die nicht im Kader stand. Danach kam sie nicht mehr zum Einsatz. Durch eine 1:2-Niederlage im Halbfinale gegen die Spanierinnen, verpassten die Schwedinnen das Finale, konnten aber anschließend das Spiel um Platz 3 gegen Australien gewinnen.
Im Dezember 2023 gab sie nach 240 Länderspielen ihren Rücktritt aus der Nationalmannschaft bekannt.

## Erfolge
- Dritte der Weltmeisterschaft 2011, 2019 und 2023
- Schwedischer Meister 2009 mit Linköpings FC, 2011 mit LdB FC Malmö, 2012 mit Tyresö FF, 2019, 2021, 2022 und 2024 mit Rosengård
- Schwedischer Pokalsieger 2006, 2008, 2009 Linköpings FC, 2017, 2018 und 2022 mit Rosengård
- WPS-Meister 2011
- Olympische Spiele 2016: Silbermedaille
- Französischer Meister und Pokalsieger: 2016/17
- UEFA Women’s Champions League 2016/17: Sieger (ohne Einsatz im Finale)
- 2018: Algarve-Cup-Sieg (zusammen mit den Niederlanden[24])
- 2021: Silbermedaille bei den Olympischen Spielen

## Auszeichnungen
- Schwedens Fußballerin des Jahres: 2009, 2019
- Mittelfeldspielerin des Jahres in Schweden 2006, 2009, 2010, 2014, 2015, 2018, 2019 und 2021[25]
- Durchbruch des Jahres in Schweden 2005
- Berufung in die Mannschaft des Turniers bei der Weltmeisterschaft 2011
- Wahl in das All-Star-Team der EM 2013
- Olympische Spiele 2016: Fairplaypreis als Mitglied der schwedischen Mannschaft

## Privates
Seger hatte ihr Coming-out Ende 2013 in dem schwedischen LGBT Magazin QX.